# 6"/35 морско оръдие Бринк
6"/35 морско оръдие е 152,4 mm морско оръдие, разработено от Антон Францевич Бринк и произвеждано от Обуховския завод, Санкт Петербург. Прието на въоръжение от Руския императорски флот през 1877 г. С тези оръдия са въоръжени броненосците от тип „Екатерина II“ (4 единици), „Император Александър II“ (2 единици), „Гангут“ и „Наварин“. Също броненосните крайцери „Адмирал Нахимов“ и „Памят Азова“ и бронепалубния крайцер „Адмирал Корнилов“, а също така и канонерските лодки „Отважний“ и „Гремящий“. Оръдията са на въоръжение през Руско-японската война.